# Nicolae Bonciocat
Nicolae Bonciocat (n. 1931, Arad, România – d. 31 iulie 2014) a fost un electrochimist român cunoscut pentru aplicarea teoriei ecuatiilor integrale cineticii proceselor de electrod și dezvoltarea electrodului-sumă. 

## Opere
An Introduction to Electrochemical Science 1974, Londra coautor cu John Bockris si F. Gutmann